# Юрківщина (заказник)
Юркі́вщина — ботанічний заказник місцевого значення в Україні. Розташований у межах Борзнянської громади Ніжинського району Чернігівської області, поруч зі селом Юрківщина. 
Площа 536 га. Статус присвоєно згідно з рішенням Чернігівського облвиконкому від 04.12.1978 року № 529; від 27.12.1984 року № 454; від 28.08.1989 року № 164. Перебуває у віданні ДП «Борзнянське лісове господарство» (Борзнянське лісництво, кв. 68-77). 
Статус присвоєно для збереження високопродуктивного липово-дубового лісового масиву віком 45-65 років. У домішку — береза, вільха та інші, у підліску - ліщина звичайна. 
У трав'яному покриві зростають яглиця звичайна, осока волосиста, конвалія звичайна, зірочник ланцетолистий, копитняк європейський, куцоніжка лісова, розхідник шорсткий, медунка темна, просянка розлога. Зростає ряд видів орхідних: любка дволиста, гніздівка звичайна, коручка морозниковидна, коручка темно-червона, занесені до Червоної книги України.